# Ojsławice
Ojsławice (dawniej Wojsławice) – wieś w Polsce położona w województwie świętokrzyskim, w powiecie włoszczowskim, w gminie Radków.
W latach 1975–1998 miejscowość administracyjnie należała do województwa częstochowskiego.
We wsi znajdują się dwie kapliczki: figurowa z wizerunkiem Matki Boskiej (w małym parku) i domkowa pod wezwaniem św. Antoniego (na łuku przy drodze), a także sklep.

## Zabytki
- Park dworski – jest własnością gminy Radków. Znajduje się pod opieką konserwatora zabytków, zabezpieczony jest poprzez Znak Konwencji Haskiej. W parku znajdował się pałacyk szlachecki, który został zniszczony po II wojnie światowej. Rada gminy wyraziła wolę na sprzedaż parku.
- Dom drewniany z II połowy XIX wieku – jest w rękach prywatnych, nie znajduje się pod opieką konserwatora zabytków. Właściciel domu rozważa możliwość sprzedaży na skansen lub jego rozebranie.